# イザベル・ド・クレア
第4代ペンブルック女伯爵イザベル・ド・クレア（Isabel de Clare, 1172年 - 1220年）は、中世イングランドの女性貴族。ノルマンコンクエスト以後に移住したノルマン系アイルランド人女性でウェールズとアイルランドの広大な領地の女相続人。夫のウィリアム・マーシャルもペンブルック伯爵に叙爵されている。

## 生涯

### 家族と相続関係

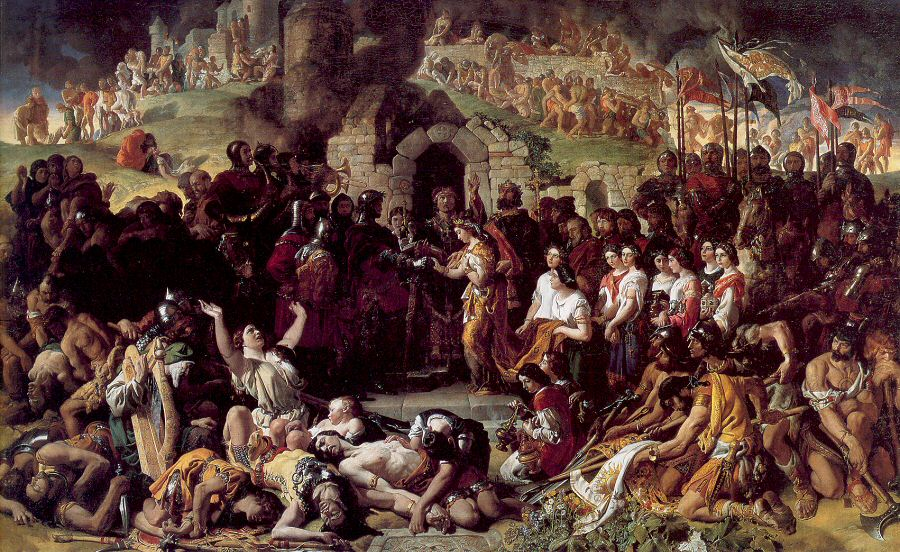
イザベルの両親の結婚式。1170年、ストロングボウたちがウォーターフォードを陥落させた翌日に行われた。ダニエル・マクリース画

1172年、アイルランドでペンブルック伯リチャード・ド・クレアの第一子として誕生する。父は強弓の使い手で「ストロングボウ」のあだ名を持つ。母はレンスター王ダーモット・マクマローの娘イーファである。両親の結婚は、父がウォーターフォードを陥落させた翌日に行われた。
イザベルは快活で礼儀正しく、とても魅力的であったと言われている。弟のギルバートが1185年に死去すると、彼女は王国内で最も富裕な相続人の1人となり、自分自身の権利としてペンブルックやウェールズ、アイルランドなどの他に多くの領地を所有していた。またペンブルック城を含むサウス・チャネルの防衛に当たるミルフォード・ヘイブンにある多くの城を相続した 。更にヘンリー2世の被後見人でもあった。

### 結婚
1189年8月、新たに即位したリチャード1世はイザベルとウィリアム・マーシャルの結婚を手配した。夫になるウィリアム・マーシャルは、この時点において王国内で最も優れた騎士にして戦士であると、多くの人々から認められる男であった。というのも、ヘンリー2世がマーシャルに対してイザベルと結婚させることを約束していたので、息子のリチャード1世は約束通り、即位から1月後に2人を結婚させることにしたのである。
ウィリアム・マーシャルはイングランドにおいて軍務伯（アール・マーシャル）としてヘンリー2世、リチャード1世、ジョン王、ヘンリー3世の4人の王に仕えた人物である。彼はこの結婚により妻の権利に基づき、ペンブルック伯爵などの爵位の他、アイルランドのレンスターやペンブルック城など、イザベルがウェールズに有していた権利を持つことになった。同年、結婚間もないマーシャルとイザベルはアイルランドに赴き、イザベルの母方の祖父が有していた領地で調停をしている。中世ではモット・アンド・ベーリーが建築されるとその周囲が急速に発展するので、マーシャルは港町にモット・アンド・ベーリーを急いで建築させた。この港町がいまではニュー・ロスの町として知られるようになっている。大英博物館に所蔵されている『ロスの年代記』はイザベルとマーシャルがアイルランドにやってきたこと、バローの土手に素晴らしい町を作ったことを記している。
夫婦にはかなり年齢差があったが、この結婚は幸福なものであった。夫婦は5人の息子と5人の娘をもうけている。

## 子女
- ウィリアム（1190年 - 1231年） - 第2代ペンブルック伯、父親と同名の長男。アイルランドのジェスター。ジョン王の娘と結婚するが、子供をもうけることなく死去。
- リチャード（1191年 - 1234年） - 第3代ペンブルック伯。結婚するも、子供をもうけることなく死去。
- モード（1192年 - 1248年） - ノーフォーク伯ヒュー・ビゴッド（英語版）と結婚し子供をもうける。またサリー伯ウィリアム・ド・ワーレン（英語版）と2度目の結婚し子供を生む。更に3度目の結婚もしている。
- ギルバート（英語版）（1194年 - 1241年） - 第4代ペンブルック伯。2度の結婚をするが、子供を得ることなく死去。
- ウォルター（英語版）（1196年 - 1245年） - 第5代ペンブルック伯。リンカーン伯爵の未亡人マーガレット・ド・クインシーと結婚。この結婚で子供は生まれなかった。
- アンセル（1198年 - 1245年） - 第6代ペンブルック伯。結婚するも子供は生まれず、彼の代でマーシャル家は断絶した。
- イザベル（1200年 - 1240年） - 母親と同名。ハートフォード伯兼グロスター伯ギルバート・ド・クレアと結婚、コーンウォール伯リチャードと再婚。どちらの夫とも子供を生んでいる。スコットランド王ロバート1世の曾祖母。
- シビル（1202年 - 1245年） - ダービー伯ウィリアム・ド・フェラーズ（英語版）と結婚し、子供を生む。
- ジョアン（1203年 - 1234年） - スワンスコンブの領主ワリンと結婚し、子供を生む。
- エヴァ（1203年 - 1246年） - アバーガヴェニーの領主ウィリアムと結婚し、子供を生む。マーチ伯ロジャー・モーティマーの曾祖母、子孫にエドワード4世、アン・ブーリンやジェーン・シーモアがいる。

## 遺産

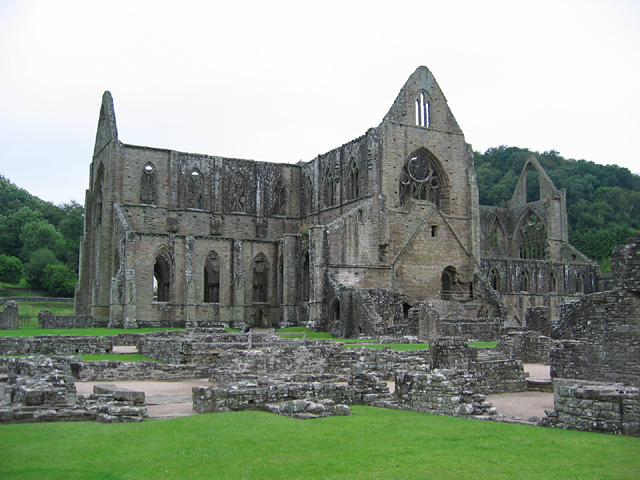
ティンターン大修道院。イザベル・ド・クレアが埋葬されている

1220年、イザベルはウェールズのペンブルックシャーにおいて48歳で死去した。夫はその前年に死亡している。彼女はモンマスシャーのティンターン大修道院に埋葬された。
イザベルの娘たちは多くの子供を残したが、不思議なことに息子たちは全員子供をもうけてはいない。これはアイルランドの僧正がウィリアム・マーシャルを呪ったことに起因していると考えられている。のち「マーシャル」の称号は長女モードの子孫ノーフォーク伯家に継承され、「ペンブルック伯爵」の爵位は四女ジョアンの子孫に受け継がれた。